# Eotingis
Eotingis is een geslacht van wantsen uit de familie van de Tingidae (Netwantsen). Het geslacht werd voor het eerst wetenschappelijk beschreven door Scudder in 1890.

## Soorten
Het genus is monotypisch en bevat alleen de volgende soort:

- Eotingis antennata Scudder, 1890